# Sergio Lobera
Sergio Lobera (Zaragoza, 16 januari 1976) is een Spaanse voetbalcoach. 

## Carrière
Sergio Lobera begon op jonge leeftijd aan een loopbaan als voetbalcoach. Van 1999 tot 2007 was hij jeugdtrainer bij FC Barcelona. Toen Carles Rexach in het seizoen 2000/01 hoofdtrainer werd, werd Lobera in de technische staf van het eerste elftal opgenomen. De toen 25-jarige Spanjaard maakte videoanalyses van de tegenstander. Bij de jeugd werkte hij dan weer samen met spelers als Cesc Fàbregas, Sergio Busquets, Bojan Krkić, Isaac Cuenca, Cristian Tello en Jonathan Dos Santos. Nadien ging hij samen met Juan Carlos Rojo naar het bescheiden Terrassa FC. Rojo en Lobera waren voordien actief als respectievelijk trainer en assistent-trainer bij het C-elftal van Barcelona. Ook Tito Vilanova was in die periode werkzaam bij Terrassa. Vervolgens ging Lobera aan de slag bij San Roque en Ceuta. In 2012 werd Lobera aangesteld als trainer van UD Las Palmas uit de Segunda División A.